# Чернь червонодзьоба
Чернь червонодзьоба (Netta rufina) — середнього розміру ниркова качка родини качкових. Один із 3-х видів роду червонодзьоба чернь, єдиний вид цього роду в фауні України. В Україні гніздовий, перелітний, зимуючий вид.

## Опис

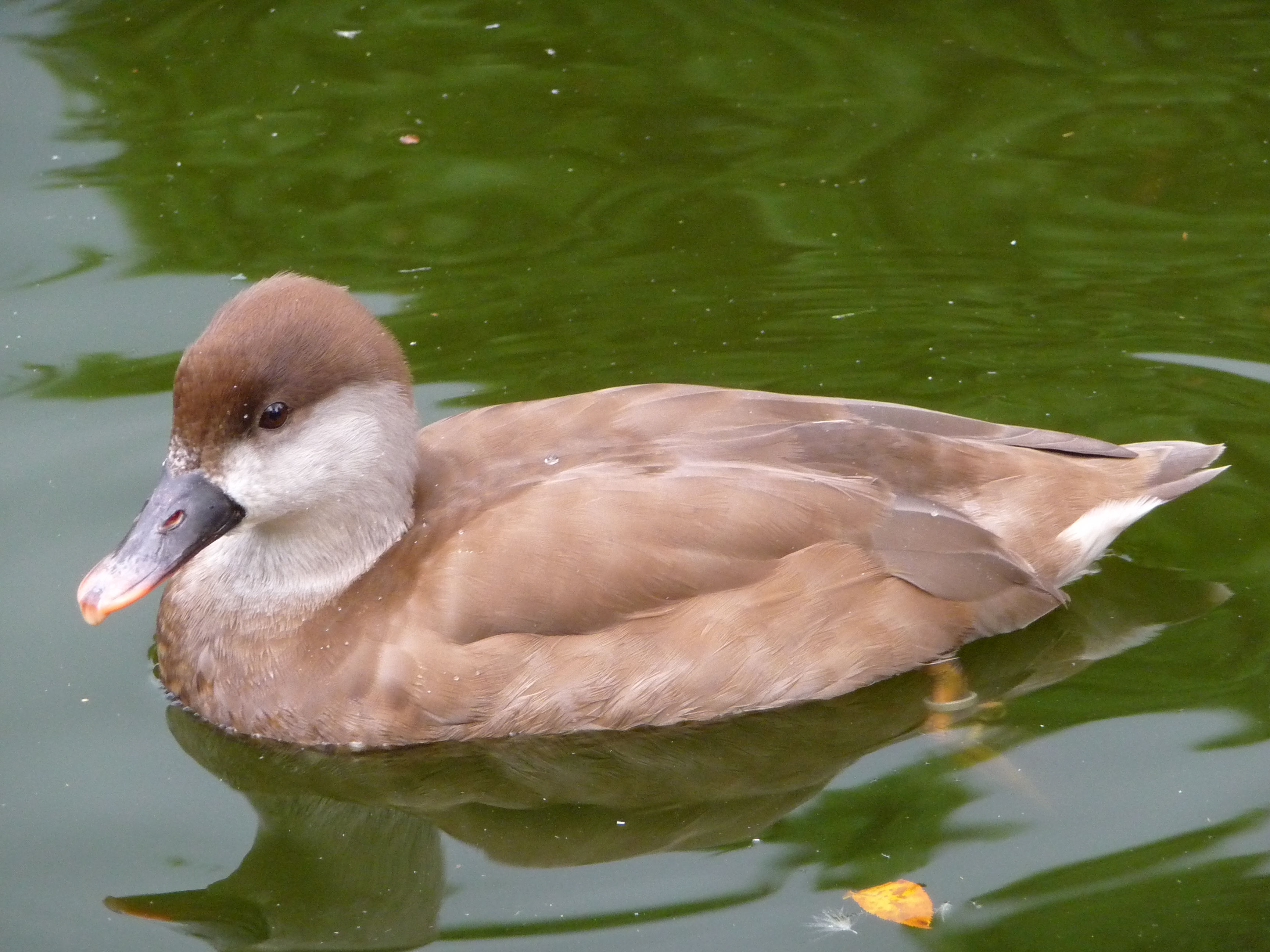
Самиця

Розміром з крижня. Статевий диморфізм виражений добре. Самець у шлюбному вбранні досить красивий. Голова і верхня частина шиї каштаново-руді; пера лоба, тім'я і потилиці настовбурчені, що зорово збільшує розмір голови; нижня частина шиї, поперек, воло, груди, центр черева, надхвістя і підхвістя чорні; спина, плечі і верхні покривні пера крил світло-бурі; передній край крил і боки тулуба білі; першорядні пера крил білуваті, з бурою верхівкою, другорядні — білі, з бурувато-сірою верхівкою; хвіст темно-сірий; дзьоб, ноги і райдужна оболонка ока яскраво-червоні. У позашлюбному вбранні самець подібний до дорослої самки, але дзьоб залишається червоним. Доросла самка бура; вуздечко, горло, щоки і верхня частина шиї сіруваті; дзьоб бурий, з червонуватою смугою на кінці; райдужна оболонка ока червонувато-коричнева. Молодий птах подібний до дорослої самки, але райдужна оболонка ока жовтувато-коричнева. Довжина тіла: 530—570 мм. Маса тіла самця: 1—1,55 кг, самки: 0,88—1,32 кг.
З води злітає важко, відштовхуючись ногами. Політ швидкий.
Звуки —— у самця навесні своєрідний неголосний свист, у самки − голосне тріскуче «кіорр-кіорр-кіорр».

## Ареал виду та його поширення в Україні
Гніздовий ареал простягається від Піренейського півострова до Центральної Азії. 
В Україні рідкісний гніздовий птах степової смуги приморських районів Азово-Чорноморського регіону. Найстабільніші гніздові осередки знаходяться в нижній течії Дунаю, на Сиваші, озерах Нижнього Дністра. Залітний в інших регіонах.

## Чисельність і причини її зміни
Чисельність в Європі становить 27—59 тис. пар. У більшості місць свого ареалу червонодзьоба чернь є досить звичайним видом, а місцями − численним. Українська гніздова популяція коливається в межах 150—550 пар і на сьогодні має тенденцію до зниження. Основна причина − трансформація гніздових біотопів: забудова берегів, створення гідротехнічних споруд у річкових дельтах, прокладання дамб та транспортних комунікацій, осушення водно-болотних угідь.

## Особливості біології

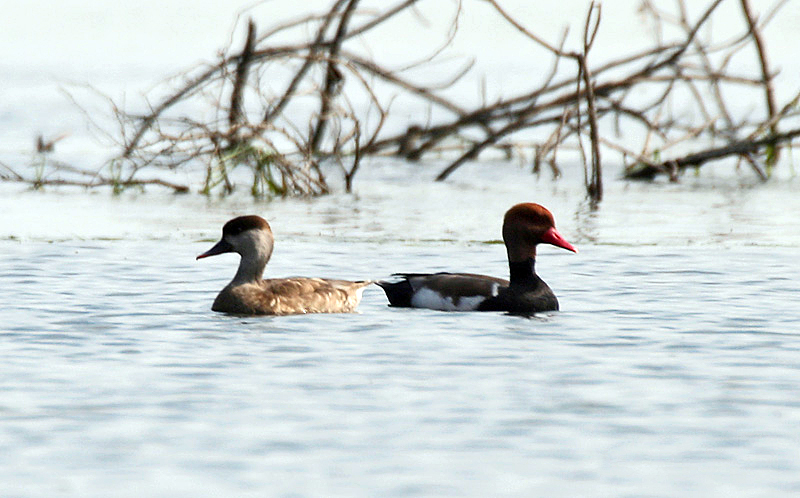
Пара

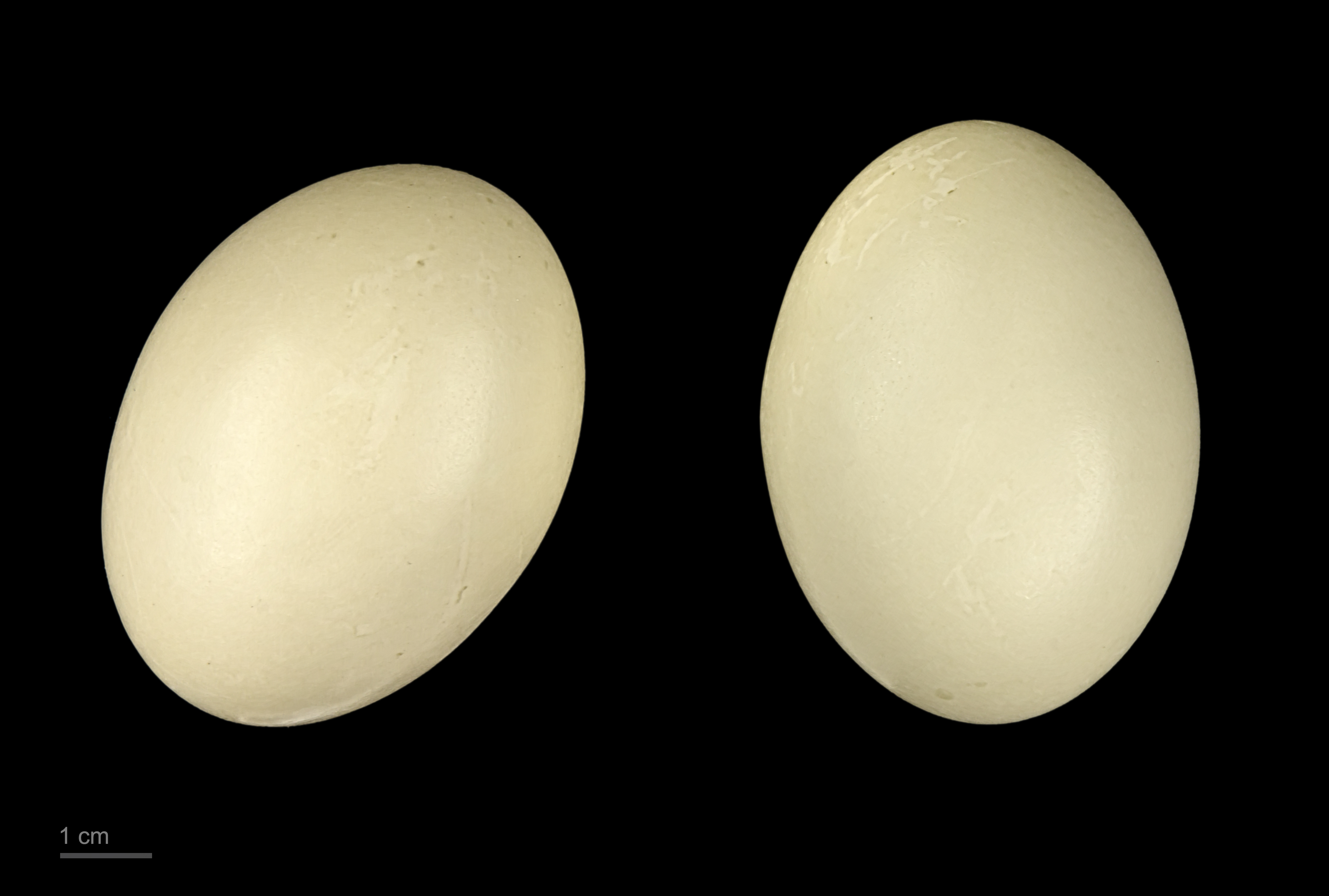
Яйця черні червонодзьобої - Тулузький музей

На більшій частині ареалу перелітний птах. Навесні зазвичай прилітає у середині квітня − першій половині травня. Гніздиться в біотопах, зарослих очеретом і рогозом: на затоках, озерах, каналах, старицях і риборозплідних ставках. Великих озер уникає, так само, як і солоних водойм. В кладці 6–14 яєць. Самка насиджує кладку 26–28 днів, пташенята виводкового типу, молоді піднімаються на крило на 45–55 день. Характер линяння у червонодзьобої черні подібний до такого у інших качок. Спочатку линяють самці, які збираються у зграї та тримаються відкритих плесів на озерах. Пізніше линяють самки при виводках. Характерні міграції самців до місць линяння, що розташовані на значній відстані від гніздових територій. За характером живлення — фітофаг, споживає водяні рослини (Chara, Ceratophyllus, Zostera).

## Охорона
Включено до Червоної книги України (1994, 2009) (статус − рідкісний), Боннської (Додаток ІІ) та Бернської (Додаток ІІІ) конвенцій, угоди AEWA. В Україні охороняється в Дунайському та Чорноморському біосферному заповідниках і Кримському природному заповіднику. Рекомендоване збереження природної структури гніздових біотопів, запобігання їх осушенню, регулювання рекреаційного навантаження, мисливства та рибальства в місцях гніздування виду.